# جيك سكوت (لاعب كرة قدم أمريكية)
جيك سكوت (بالإنجليزية: Jake Scott)‏ هو لاعب كرة قدم أمريكية أمريكي، ولد في 16 أبريل 1981 في لويستون في الولايات المتحدة.

## وصلات خارجية
- جيك سكوت (لاعب كرة قدم أمريكية) على موقع إي إس بي إن.كوم (أن.أف.أل)3
- جيك سكوت (لاعب كرة قدم أمريكية) على موقع مرجع كرة القدم المحترفة.كوم (الإنجليزية)